# Cratere Göndul
Göndul è un cratere sulla superficie di Callisto.